# Сігетака Куріта
Шіґетака Куріта (яп. 栗田穣崇; нар. 9 травня 1972) — японський дизайнер інтерфейсу відомий створенням у 1998 році смайлів (емоцзі) що сьогодні складають колосальний вплив на інтернет культуру.